# مدال ناتو
مدال ناتو (انگلیسی: NATO Medal) یک نشان نظامی بین‌المللی است که تحت نظارت سازمان پیمان آتلانتیک شمالی (ناتو) به اعضای ارتش‌های مختلف جهان اعطا می‌شود. این مدال توسط شرکت ایکلرس-سنتینی اینترنشنال، در شهر امیکسم، بلژیک تولید می‌شود.
مدال ناتو برای اولین بار در سال ۱۹۹۶ برای قدردانی از افرادی که در نیروی پیاده‌سازی به‌عنوان بخشی از عملیات کوشش مشترک در یوگسلاوی سابق خدمت کرده بودند، اهدا شد. در سال ۱۹۹۹ یک نوار جدید برای شرکت کنندگان در بمباران یوگسلاوی توسط ناتو در کوزوو اضافه شد. با متداول شدن عملیات‌های ناتو، نوارهای مختلفی برای هر عملیات در این مدال ایجاد شد. مدال ناتو در اوایل سال ۲۰۰۳ به فرم کنونی تغییر یافت.